# Seven & I Holdings
Pour les articles homonymes, voir Seven.
Seven & I Holdings Co., Ltd. (株式会社セブン&アイ・ホールディングス, Kabushiki-gaisha Sebun & Ai Hōrudingusu) (TSE : 3382) est une entreprise japonaise fondée le 1er septembre 2005 en tant que holding pour les chaînes de distribution japonaises 7-Eleven, Ito Yokado ainsi que pour la chaîne de restauration Denny's et la Seven Bank.
Elle a développé le porte-monnaie électronique Nanaco, qui serait le troisième plus répandu au Japon en 2012.

## Historique
L'enseigne la plus connue de cette société est 7-Eleven. Le groupe est spécialisé dans les dépanneurs. Ce nom fait référence aux horaires d'ouverture des magasins qui, à l'origine, étaient 7 h - 23 h. En 2014, beaucoup de 7-Eleven sont ouverts 24h/24.
Le classement 2013 de Kantar place le groupe au septième rang mondial avec près de 65 milliards d'euros de ventes. Si on se réfère au nombre de points de vente, plus de 27 600, Seven & I est numéro 1 du classement.
En avril 2016, le PDG Toshifumi Suzuki, en poste depuis 40 ans, démissionne à la suite du refus du conseil d'administration de remplacer Ryuichi Isaka, patron de 7-Eleven par son fils. Le conseil est soutenu par un actionnaire activiste américain, Daniel S. Loeb (en), via sa société Third Point Management (en). Quelques jours plus tard, Ryuichi Isaka remplace Toshifumi Suzuki, en tant que président et non PDG.
En avril 2017, Seven & i Holdings annonce l'acquisition de 1 100 stations services de Sunoco sur les 1 350 que ce dernier possède pour 3,3 milliards de dollars.
En août 2020, Seven & i Holdings annonce l'acquisition de Speedway, une filiale ayant 3 900 stations service, appartenant à Marathon Petroleum pour 21 milliards de dollars. En novembre 2020, dans le cadre de cette fusion, 300 stations services Speedway sont vendus à un fonds d'investissement.
En 2024, Alimentation Couche-Tard annonce vouloir acquérir pour 39 milliards de dollars Seven & I Holdings, entreprise japonaise propriétaire notamment de la marque 7-Eleven, qui possède 80 000 magasins dans 40 pays d'Asie, mais l'achat est refusé par la direction japonaise, qui invoque des raisons culturelles et refuse de vendre à un concurrent étranger. En juillet 2025, cette opération est abandonnée par Couche-tard.

## Principaux actionnaires
Au 24 janvier 2020:
| Ito Kogyo                              | 7,77% |
| Nomura Asset Management                | 4,17% |
| Asset Management One                   | 4,05% |
| Sumitomo Mitsui Trust Asset Management | 3,65% |
| The Vanguard Group                     | 2,41% |
| Nippon Life Insurance                  | 1,99% |
| Masatoshi Ito                          | 1,90% |
| Mitsui & Co.                           | 1,83% |
| Nikko Asset Management                 | 1,77% |
| Daiwa Asset Management                 | 1,65% |